# Lippoldt Ferenc
Lippoldt Ferenc (Győr, 1715. szeptember 11. – Ács (Komárom megye), 1753. augusztus 16.) bölcseleti doktor, Jézus-társasági áldozópap és tanár.

## Életrajz
1731. október 27-én lépett a rendbe. Tanulmányait befejezvén, humaniorákat és matematikát tanított; azután Magyarországon hittérítő volt; Kassán bölcseleti doktor lett és ugyanott öt évig a bölcselet tanára volt.

## Munkái
- Tristia emerita sive contagionis Tyrnaviae grassantis tempora. Tyrnaviae, 1740 (költemény)
- De traditionibus. Cassoviae, 1740

Több egyházi beszédet hagyott hátra kéziratban.